# Калимантанский орангутан
Калиманта́нский орангута́н (лат. Pongo pygmaeus) — один из трёх ныне существующих видов орангутанов.

## Ареал
Калимантанский орангутан — эндемик Калимантана, обитает как на индонезийской, так и на малайзийской территориях острова.
Территория вида — влажные тропические леса, встречается до высоты 1500 м над уровнем моря. Однако может проживать и в пальмовых вторичных лесах.

## Описание

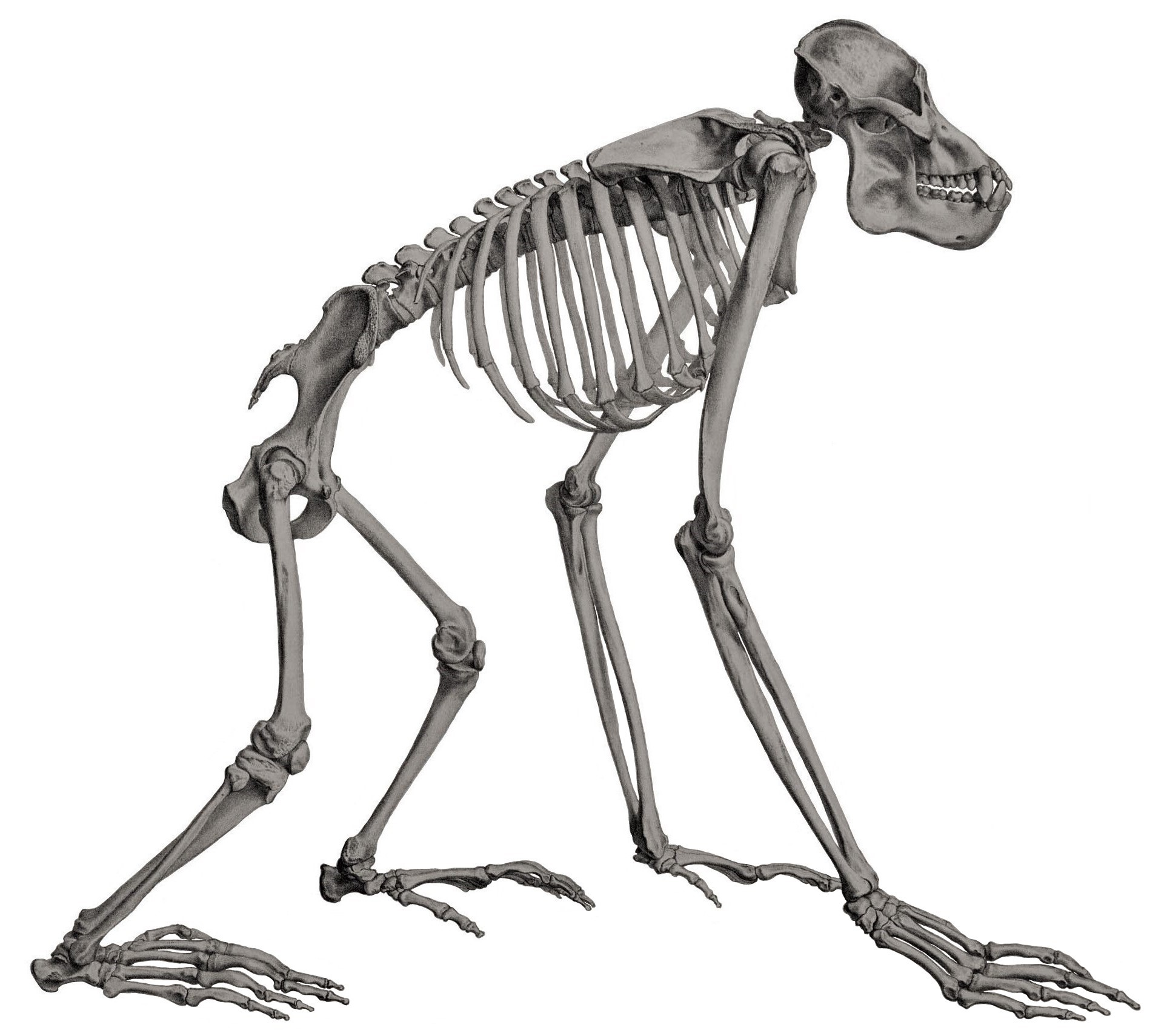
Скелет

Калимантанский орангутан — крупная человекообразная обезьяна. Рост самцов достигает 1,5 м, масса — 50—90 кг, редко превышает 100 кг. Самки меньше: около 1 м ростом и весе в 30—50 кг. Особи покрыты густой красно-коричневой шерстью.
Рацион — преимущественно растительный, однако, обезьяны могут употреблять насекомых, яйца птиц, даже мелких птенцов.
Орангутаны живут дольше иных гоминид, не считая человека. В неволе известны случаи, когда особи жили дольше 60 лет.
Наиболее близкие родственные виды — тапанульский и суматранский орангутаны, ранее считавшиеся подвидами. Интересно, что ДНК орангутана на 97 % совпадает с человеческой.

## Подвиды
Выделяют три подвида калимантанского орангутана:
- Северо-западный подвид P. p. pygmaeus — Саравак и Западный Калимантан;
- Центральный подвид P. p. wurmbii — Западный Калимантан и Центральный Калимантан;
- Северо-восточный подвид P. p. morio — Восточный Калимантан и Сабах.

## Орангутан и человек
Орангутан хорошо приручается и поддаётся дрессировке. Менее агрессивен, чем шимпанзе.
Кроме вырубки лесов, опасность представляют и браконьеры, часто убивающие взрослых особей и забирающие детёнышей, которые хорошо продаются на чёрном рынке. Также пользуются спросом и мёртвые животные для изготовления чучел.
По состоянию на 2022 год охранный статус калимантанского орангутана — на грани исчезновения (CR).

## Галерея

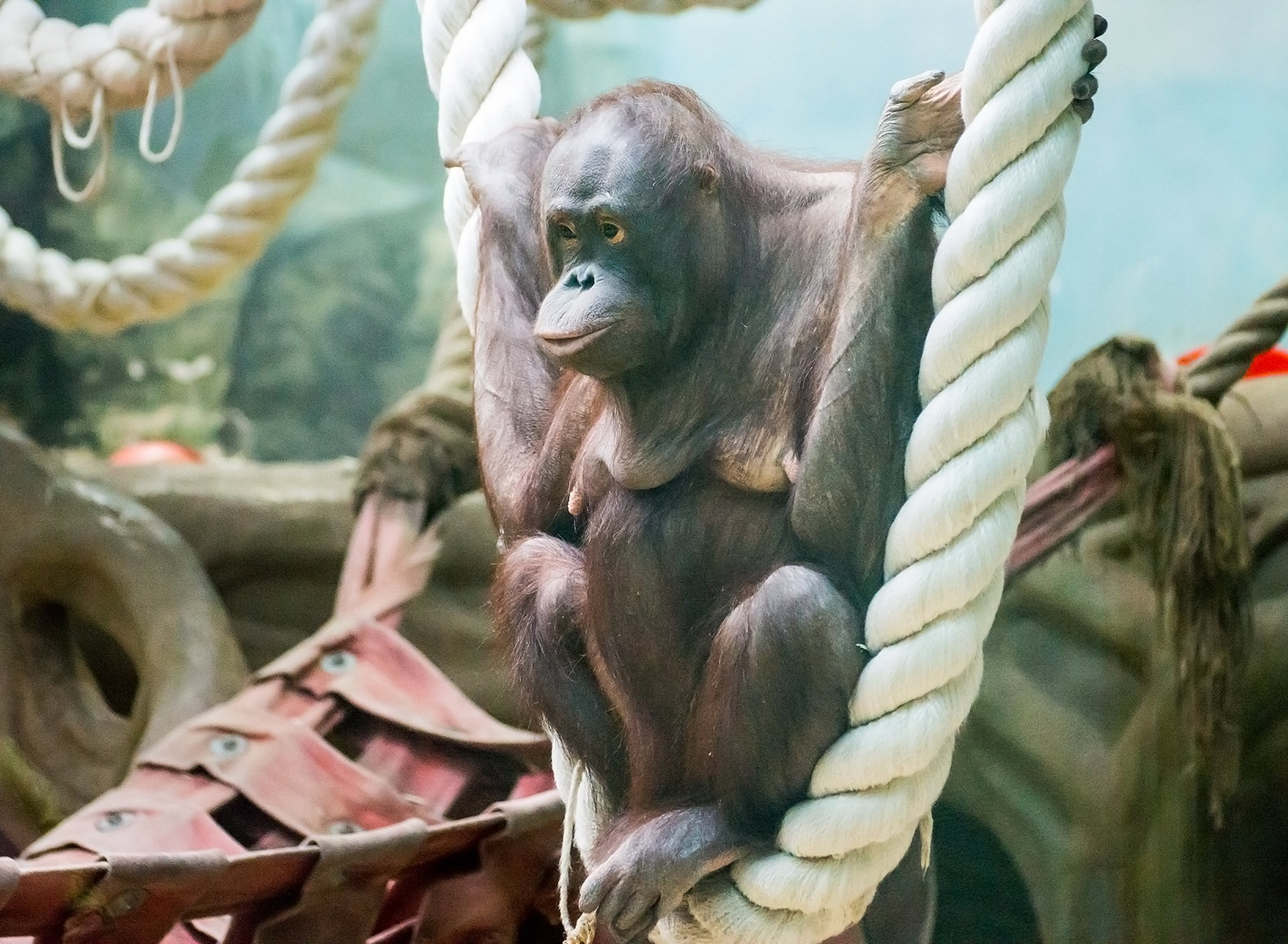
Калимантанский орангутан в Московском зоопарке
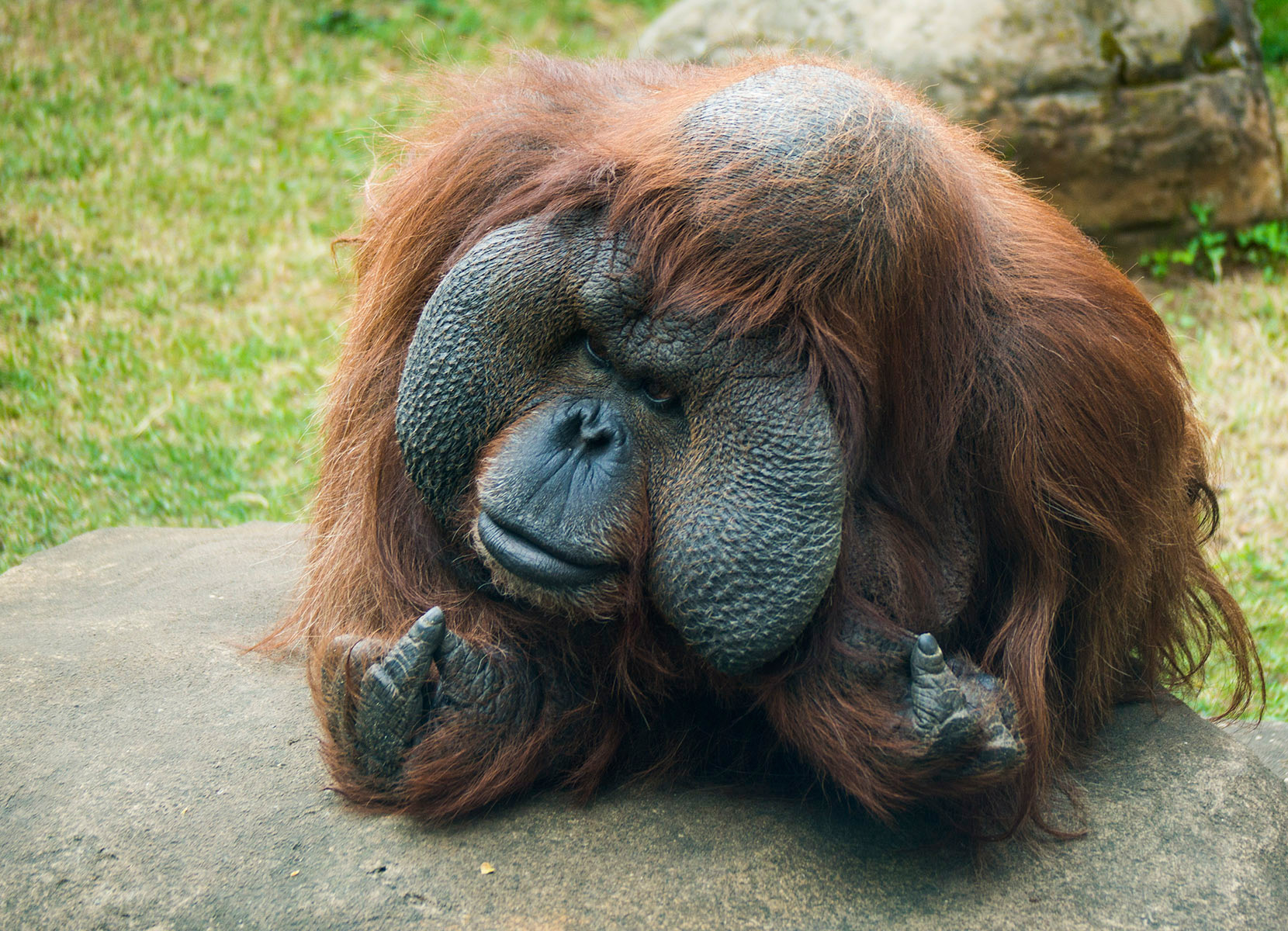
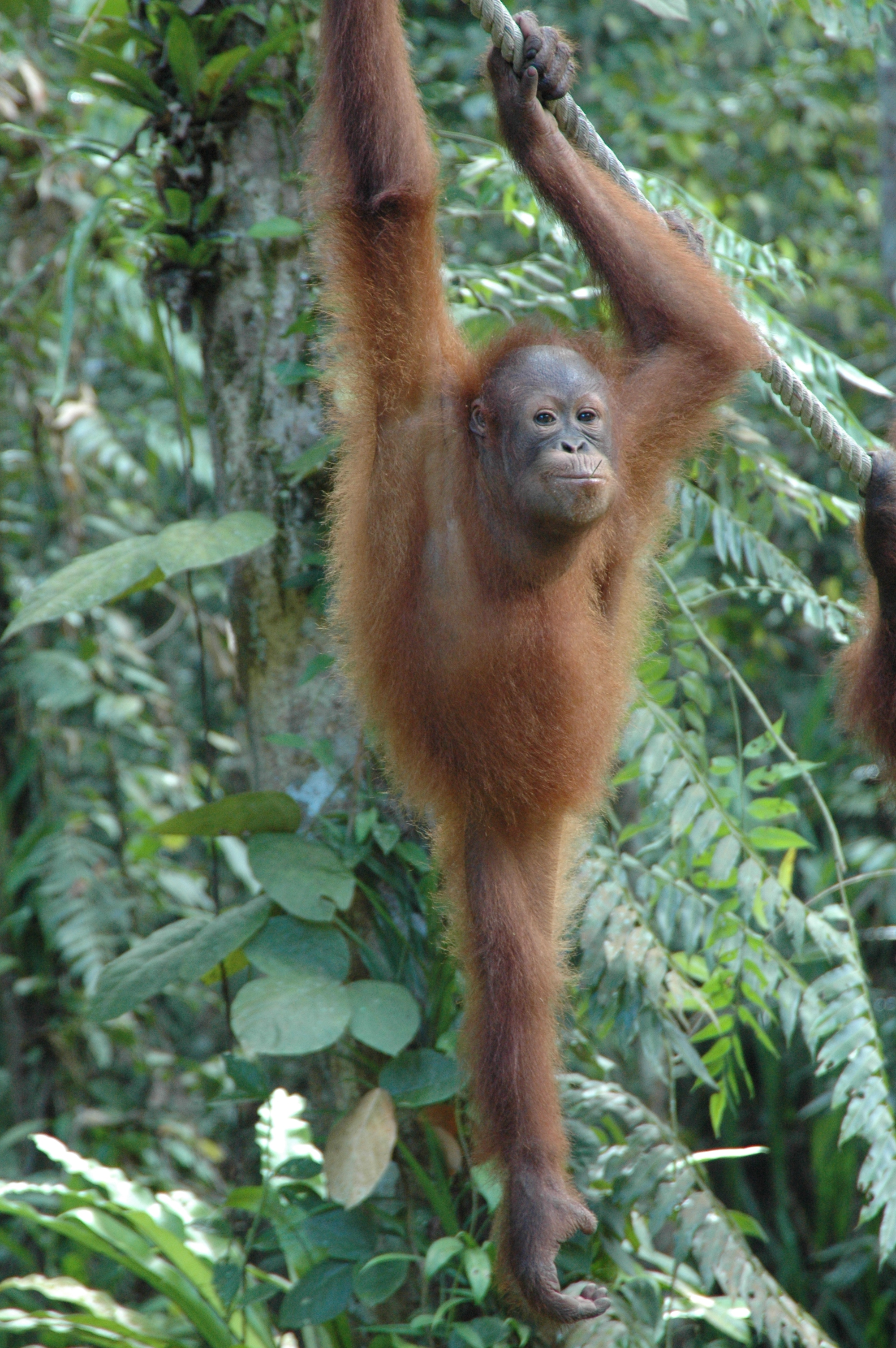
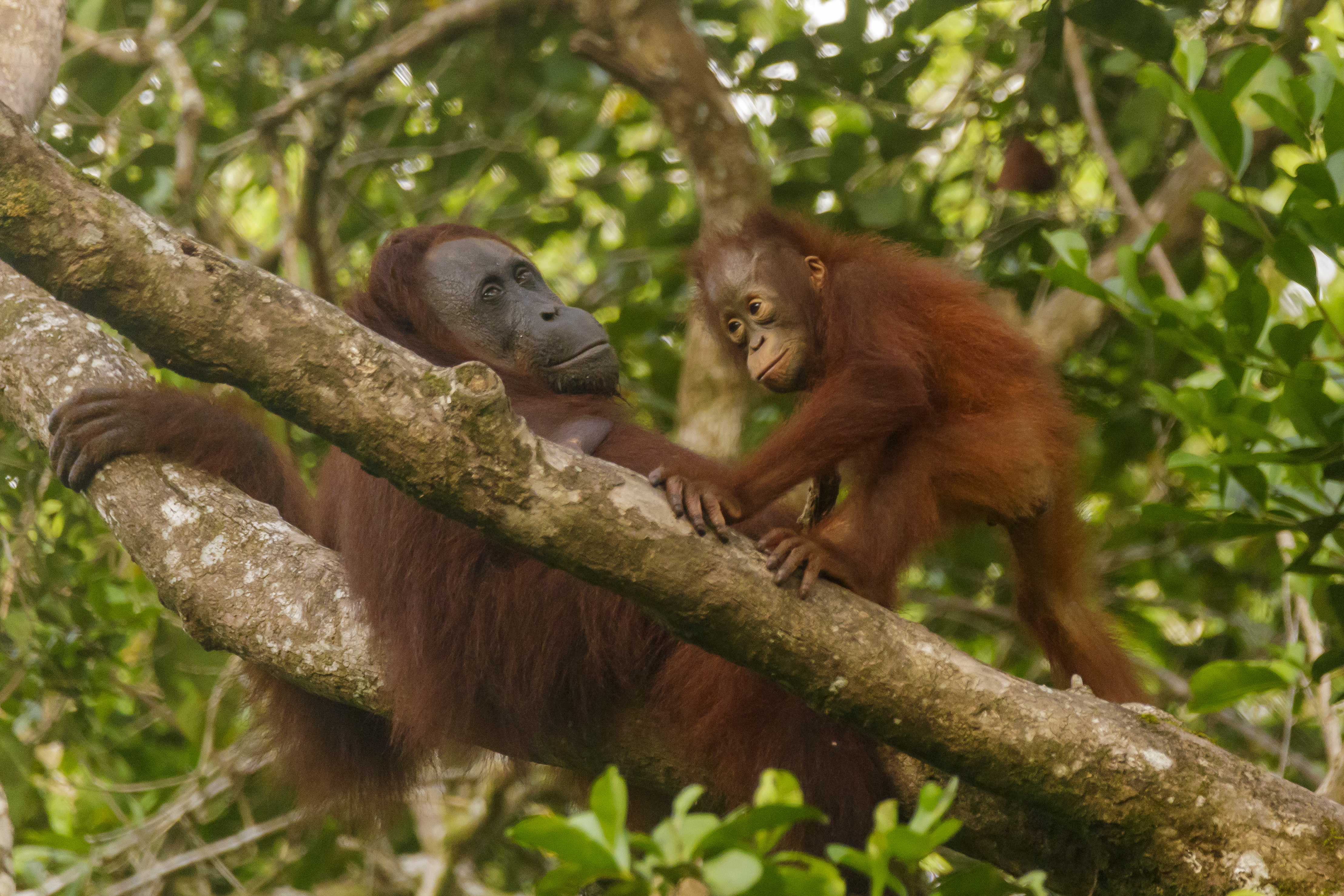
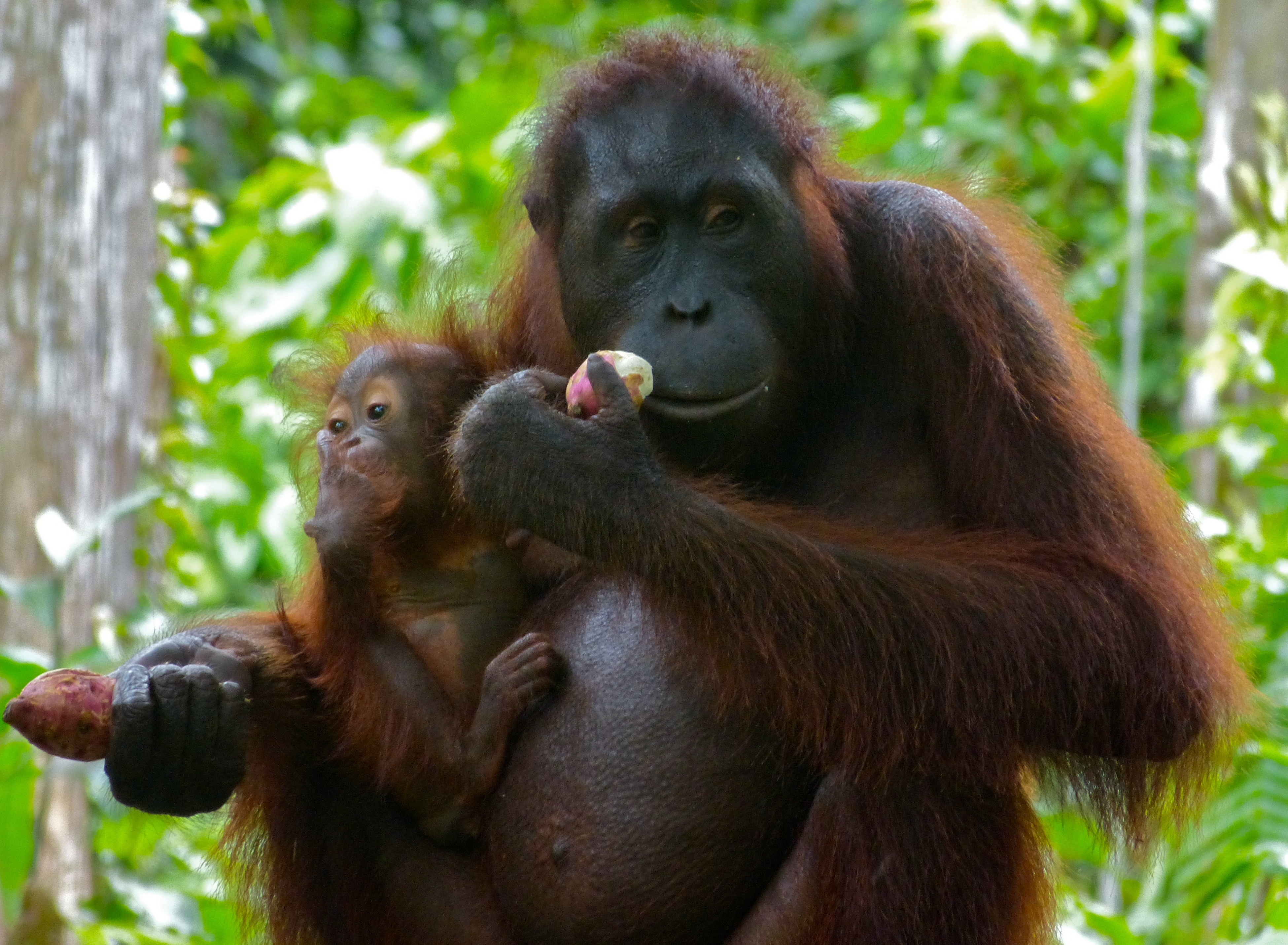
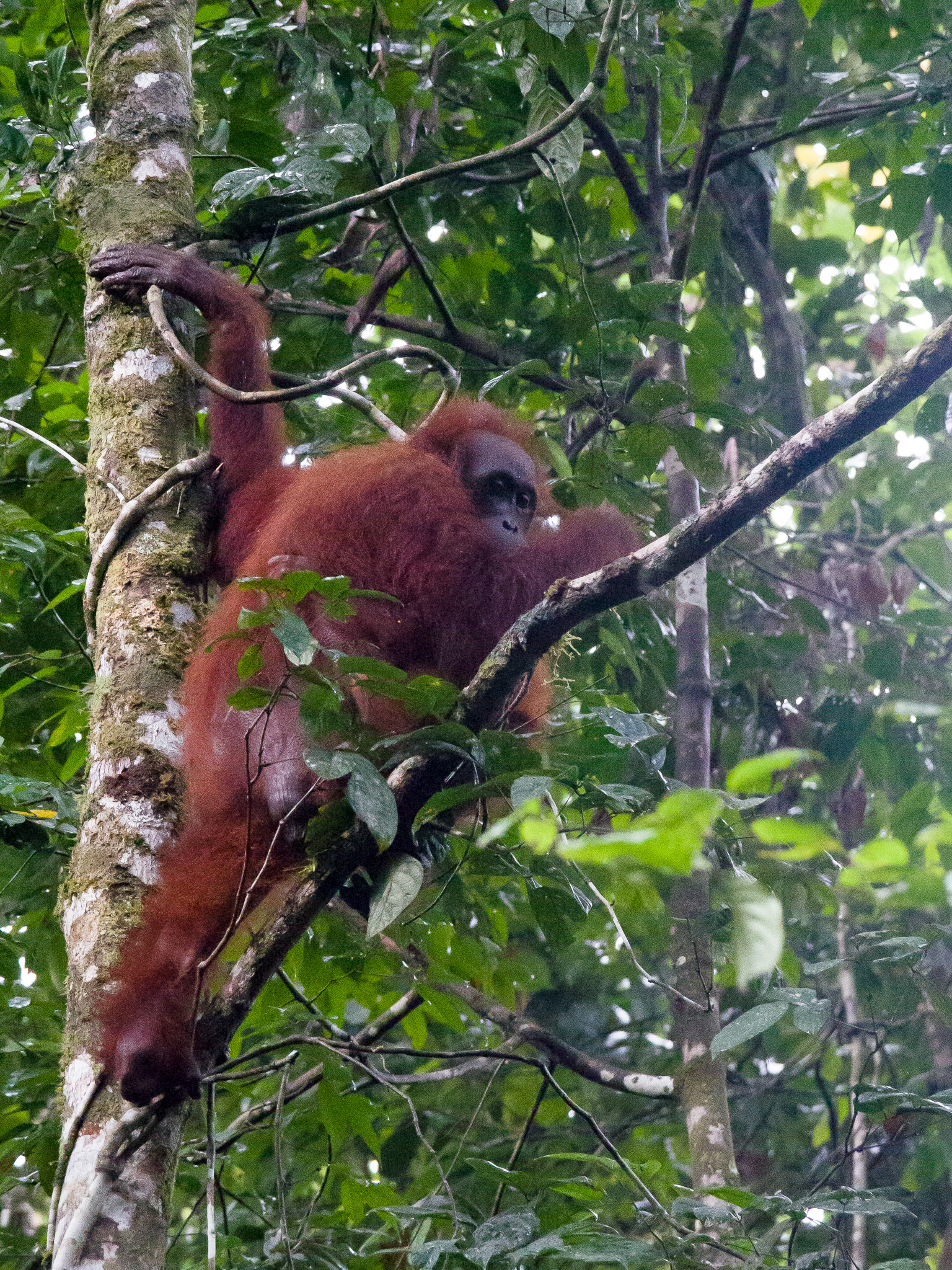